# Антония Младша
Антония Младша (на латински: Antonia Minor),родена като Юлия Антония Младша е една от най-видните жени на Древен Рим. Почитана е заради своето целомъдрие и красота. Тя е най-малката дъщеря на Октавия Младша и Марк Антоний и любимата племенница на император Август, който ѝ е вуйчо. Жени се за доведения му син, Нерон Клавдий Друз, по-малък брат на бъдещия император Тиберий, с когото много се обичат.

## Биография

### Ранни години
Антония е родена в Атина,където живеят родителите и по онова време. След 36 пр.н.е. е доведена в Рим от нейната майка по искане на император Август. Антония не познава баща си, тъй като той се развежда с майка ѝ през 32 пр.н.е., за да се ожени за Клеопатра, а две години по-късно се самоубива. Антония е отгледана от своята майка, вуйчо и леля, Ливия Друзила. По наследство притежава имоти в Италия, Гърция и Египет. Антония била заможна и влиятелна жена, при която често идвали хора, посещаващи Рим. Тя имала много приятели сред мъжете, в т.ч. - заможният евреин Тиберий Друз Александър и Луций Вителий, консул и баща на бъдещия император Вителий.

### Брак с Друз
През 16 пр.н.е. по искане на Октавиан Антония се жени за римския военачалник и консул Нерон Клавдий Друз, който е доведен син на вуйчо ѝ Август, втори син на Ливия Друзила и брат на бъдещия император Тиберий. Заедно имат няколко деца, но само три от тях оцеляват. Това са известния и обичан военачалник Германик, Ливила, участвала в заговора на префекта Сеян и римския император Клавдий. Антония е баба на император Калигула, на императрица Агрипина Младша, която е съпруга на сина и, Клавдий и прабаба и пралеля на император Нерон. Друз умира през 9 г. пр. Хр. в Германия след падане от кон. След неговата смърт Антония никога не се омъжва повторно, въпреки че вуйчо ѝ е настоявал за това.
Антония отглежда своите деца в Рим. Германик е осиновен от Тиберий, но през 19 г. става жертва на предполагаемо отравяне. По заповед на императора и Ливия Друзила на Антония е забранено да отиде на погребението му. Когато Ливия Друзила умира през 29 г., Антония започва да се грижи за внуците си - Калигула, Юлия Агрипа, Юлия Друзила (да не се бърка с другата Друзила -тази е сестрата на Калигула), Юлия Ливила и по-късно Клавдия Антония.

### Децата на Антония
Германик е много популярен сред гражданите на Рим, които ентусиазирано честват неговите победи. Той също е любимец на Август и за известно време е считан от него за бъдещия наследник на империята. Германик се жени за Агрипина Старша, дъщерята на Юлия Старша (собствената дъщеря на Август) и Марк Випсаний Агрипа. Те имат 9 деца, но само 6 от тях оцеляват. Това са Нерон Цезар, Друз Цезар, Гай Цезар (Калигула), Юлия Агрипина, Юлия Друзила и Юлия Ливила. През 4 г. Август решава въпроса за наследството си в полза на доведения си син Тиберий, но заставя последния да осинови Германик и да го обяви за свой наследник. След смъртта на Август през 14 г. Сенатът определя Германик за главнокомандващ на римските легиони в Германия. Тиберий става император, но голямата му непопулярност води до бунтове в армията. Отказвайки да приемат Тиберий, въстаналите легиони провъзгласяват Германик за император, но той не приема титлата. Германик умира в Антиохия, Сирия, през 19 г., година след като подчинява царствата Кападокия и Комагена. Около смъртта му има спекулации и няколко източника излагат твърдения, че е отровен от Гней Калпурний Пизон, управител на Сирия, по заповед на император Тиберий.
През 31 г. Антония за един-единствен път в живота си пряко се намесва в държавните работи, когато разкрива плана на своята дъщеря Ливила и преторианския префект Сеян да убият император Тиберий и внука ѝ Калигула, за да превземат трона за себе си. Ливила отровила своя съпруг Друз Млади, сина на Тиберий, за да отстрани конкурента за властта. Сеян е убит по нареждане на предупредения император, а Ливила е наказана от майка си. Според историкът Касий Дион Антония затворила дъщеря си в нейната стая и я оставила да умре от глад. След смъртта на Ливила, единственото дете на Антония останал Клавдий. Поради неговата болнавост и физически недъзи, тя непрекъснато се грижила за него.

### Управлението на Калигула и смъртта ѝ
Когато Тиберий умрял, Калигула го наследил през март 37 г. Новият император почел баба си Антония като ѝ оказал всички почести, които приживе имала Ливия Друзила. Освен това ѝ била предложена титлата Августа, която преди това имала само жената на Август -Ливия, но Антония отказала тази чест.
Шест месеца след възкачването си на трона Калигула сериозно заболял и никога не се възстановил. Антония често му предлагала съветите си и го критикувала. Дълбоко възмутена от разширяващия се ексцентризъм на императора и нетърпимостта му към критиките ѝ Антония отнема живота си през есента на 37 г.
Когато Клавдий станал император след убийството на своя племенник през 41 г., той дал на покойната си майка титлата Августа. Нейният рожден ден станал ежегоден обществен празник, по време на който се организирали игри и жертвоприношения.

## В поп културата
Антония е едно от главните действащи лица в новелата и телевизионните серии Аз, Клавдий.
В телевизионната програма Домина, Антония е изиграна от Изабел Конъли във второстепенна роля.